# 王桂敖
王桂敖（1922年12月—2014年2月8日），陕西神木县人，中华人民共和国政治人物。
早年参加第二次国共内战，担任云南省公安厅七处副处长，昆明工学院党委常委，滇南大学人事处长，后升任云南省卫生厅人事处长，云南省委直属机关党委组织处处长等职务。1984年4月退休。2014年去世。